# 磨万铁路澜沧号电力动车组
磨万铁路澜沧号电力动车组为老挝人民民主共和国政府委托老中铁路有限公司为磨万铁路招标采购的准高速电力动车组。其基于中华人民共和国量产并运用的复兴号CR200J型动车组的鼓形车身版本研发，并针对老挝当地气候特点定制，是中国大陸目前唯一一款出口型准高速动车组。

## 沿革
2020年4月7日，磨万铁路的运营方老中铁路有限公司正式开始进行列车招标计划，该招标计划使用2组时速160公里动力集中动车组，最后由中国中车集团的复兴号CR200J型电力动车组中标。2021年10月16日，由中国中车集团制造的两组复兴号CR200J型动车组动车组（L9401、L9402，运抵前编号更改为0401、0402）运抵老挝首都万象的万象火车站，正式交付老中铁路公司。
2022年3月，老中铁路公司追加购买的第3列动车组（0403）交付，并通过磨万铁路运抵老挝。这一列动车组将8车由一等座改为商务座，7车由二等座改为一等座，总定员因此由720人降至630人。2023年9月，老中铁路公司追加购买的第4列动车组（0404）交付，除商务座由18系增至20席，总定员增至632人之外与0403号无异。

## 车辆构造
全部澜沧号电力动车组采用9节编组，其中机车1节，拖车7节，控制车1节。控制车及机车前端布置驾驶室，既可令机车在前端牵引，也可令机车在后端推行。列车控制车端设有重联连接器，可与其他澜沧号或复兴号CR200J3-B型（跨国版）编组重联运营。

### 外观
澜沧号动车组采用白色车身并附以红蓝相间的配色为点缀，车顶、盲窗带为黑色，紧靠盲窗带下方设有一条较窄的红色色带，临靠车顶的棱线处为一组红色与蓝色相组合的色带，并一直延伸至列车端部。编组首尾两节的盲窗带处设置有老中铁路公司LCR斜体徽标，中部顶端则有中老双语的“澜沧号”字样。

### 内部

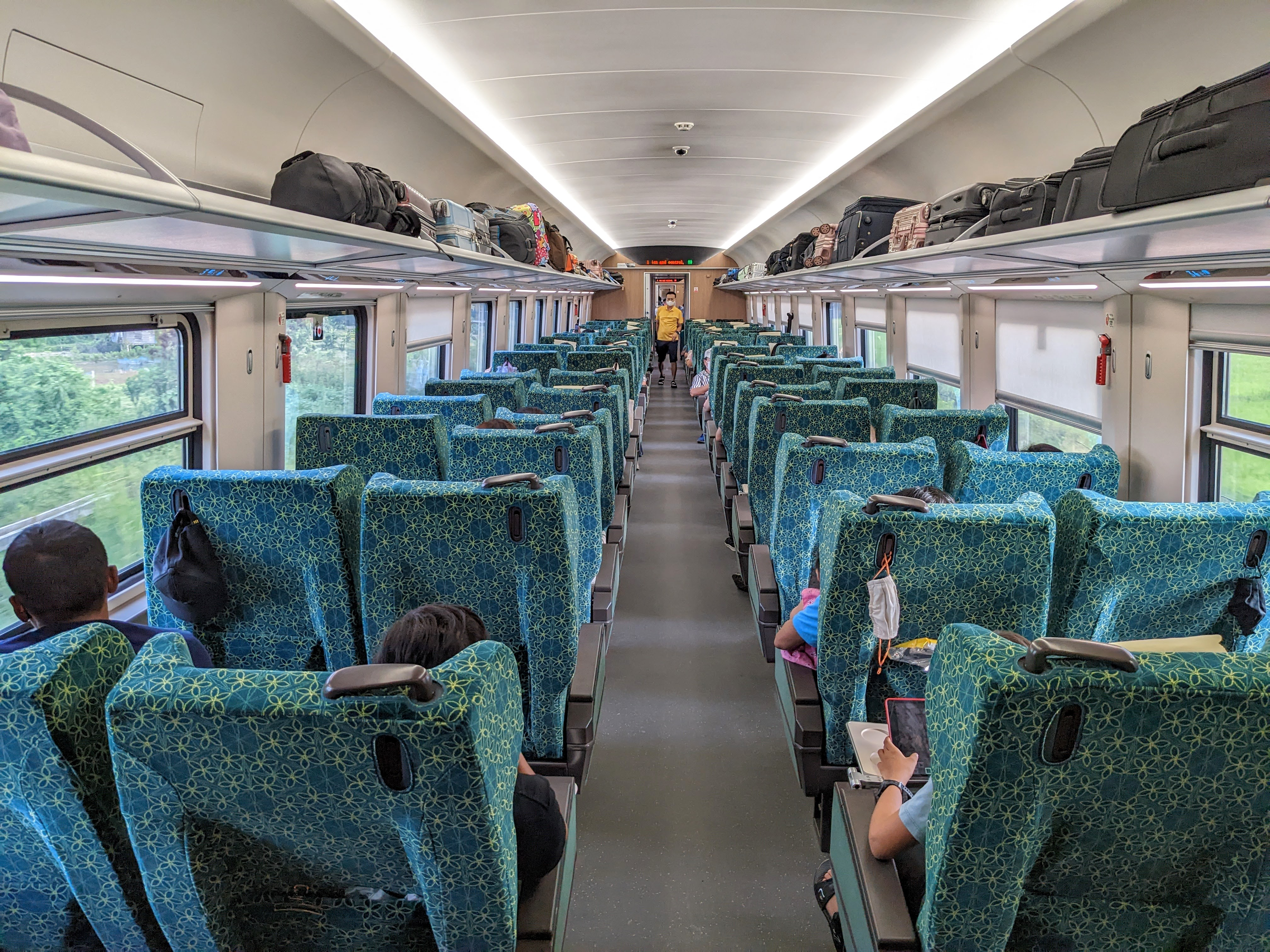
一等座车内部
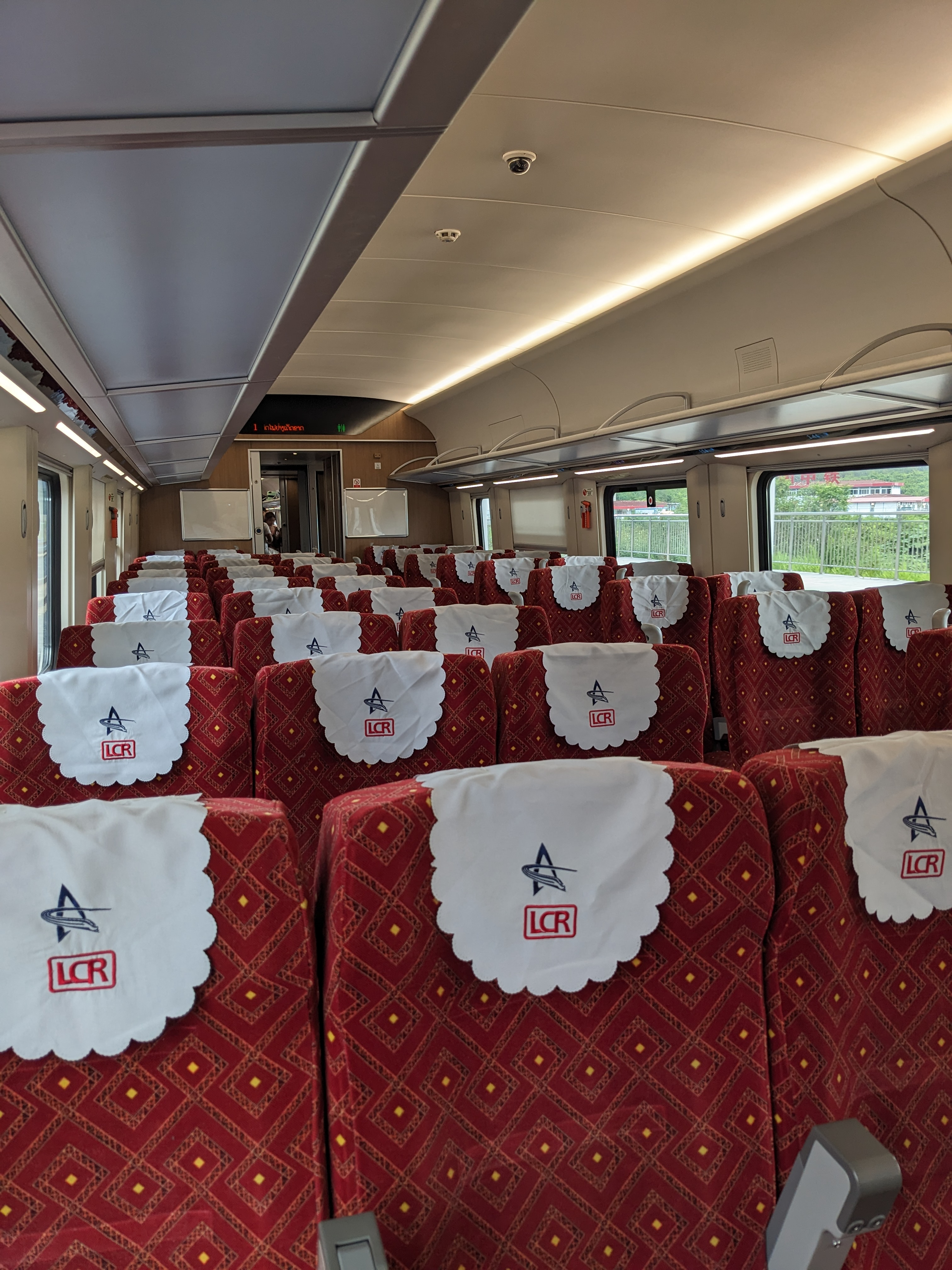
二等座车内部

## 列车编组

### 车厢型号
- ZY：一等座车（First Class Coach）
- ZE：二等座车（Second Class Coach）

英文字母意思
- Z：Zuo（拼音），座，座车
- Y：Yi（拼音），一，一等
- E：Er（拼音），二，二等

### 编组方式
- 0401、0402车组编组方式如下：

| 车厢号   | M                           | 1         | 2         | 3         | 4             | 5         | 6         | 7         | 8                   |
| 车型     | 动力车                      | 二等座车  | 二等座车  | 二等座车  | 二等座车/餐车 | 二等座车  | 二等座车  | 二等座车  | 一等座车            |
| 编号     | CR200J-040x 00 FXD3-J7001/2 | ZE 040x01 | ZE 040x02 | ZE 040x03 | ZEC 040x04    | ZE 040x05 | ZE 040x06 | ZE 040x07 | KZ 040x08           |
| 定员     | /                           | 98        | 98        | 98        | 76            | 98        | 98        | 98        | 56                  |
| 动力配置 | 动车 带驾驶室（Mc）         | 拖车（T） | 拖车（T） | 拖车（T） | 拖车（T）     | 拖车（T） | 拖车（T） | 拖车（T） | 拖车 带驾驶室（Tc） |

- 0403车组编组方式如下：

| 车厢号   | M                         | 1         | 2         | 3         | 4             | 5         | 6         | 7         | 8                   |
| 车型     | 动力车                    | 二等座车  | 二等座车  | 二等座车  | 二等座车/餐车 | 二等座车  | 二等座车  | 一等座车  | 商务座车            |
| 编号     | CR200J-0403 00 FXD3-J7003 | ZE 040301 | ZE 040302 | ZE 040303 | ZEC 040304    | ZE 040305 | ZE 040306 | ZY 040307 | KZ 040308           |
| 定员     | /                         | 98        | 98        | 98        | 76            | 98        | 98        | 72        | 36                  |
| 动力配置 | 动车 带驾驶室（Mc）       | 拖车（T） | 拖车（T） | 拖车（T） | 拖车（T）     | 拖车（T） | 拖车（T） | 拖车（T） | 拖车 带驾驶室（Tc） |

- 0404车组编组方式如下：

| 车厢号   | M                         | 1         | 2         | 3         | 4             | 5         | 6         | 7         | 8                   |
| 车型     | 动力车                    | 二等座车  | 二等座车  | 二等座车  | 二等座车/餐车 | 二等座车  | 二等座车  | 一等座车  | 商务座车            |
| 编号     | CR200J-0404 00 FXD3-J7004 | ZE 040401 | ZE 040402 | ZE 040403 | ZEC 040404    | ZE 040405 | ZE 040406 | ZY 040407 | KZ 040408           |
| 定员     | /                         | 98        | 98        | 98        | 76            | 98        | 98        | 72        | 38                  |
| 动力配置 | 动车 带驾驶室（Mc）       | 拖车（T） | 拖车（T） | 拖车（T） | 拖车（T）     | 拖车（T） | 拖车（T） | 拖车（T） | 拖车 带驾驶室（Tc） |

## 车辆配属概况
| 配属             | 数量 | 动车组编号 | 运用所     | 运用线路 | 备注                                                     |
| ---------------- | ---- | ---------- | ---------- | -------- | -------------------------------------------------------- |
| CR200J           |      |            |            |          |                                                          |
| 老中铁路有限公司 | 3    | 0401~0404  | 普洱车务段 | 磨万铁路 | 实际为老中铁路公司委托中国铁路昆明局集团有限公司运营维护 |

## 营運状况

### 行駛路綫及班次
目前該電動列車行駛磨万铁路，担当从万象站至磨丁站/琅勃拉邦站的磨万城际动车组列车。
在磨丁至万象之間每日有2班澜沧號列車，車次以C8X表示。
2023年4月13日起，澜沧号电力动车组开始担当昆明至万象的昆万动车组列车，与中國大陸方面配属的CR200J3-B（跨国版）车辆交替执行。